# Björn Sengier
Björn Sengier (Gent, 12 juli 1979) is een Belgisch voormalig voetballer die als doelman gespeeld heeft en sinds 2025 keeperstrainer bij Patro Eisden is.

## Spelerscarrière
Sengier speelde in België voor achtereenvolgens Cercle Brugge, Sint-Niklaas, KMSK Deinze en Zulte Waregem om vervolgens in 2006 een contract te tekenen bij het Nederlandse Willem II. Hier werd hij verwezen naar het reserve-elftal, maar kon door blessure van Tristan Peersman ook vier keer in het eerste elftal aantreden. In 2008 kreeg Sengier door zijn beperkte speelkansen een vrije transfer. Hij tekende uiteindelijk een contract bij KVSK United, waarmee hij twee keer vice-kampioen werd in de Belgische Tweede klasse. Voor het seizoen 2011/12 keerde hij bij Helmond Sport nog één seizoen terug naar Nederland, alvorens in 2012 de overstap te maken naar zijn huidige club Antwerp FC. In januari 2014 ging hij aan de slag bij derdeklasser Berchem Sport. De club die toen laatste stond in het klassement haalde hem binnen als een van de versterkingen om het behoud te verzekeren. In augustus 2014 maakt hij de overstap naar derdeklasser Sporting Hasselt. In de aanloop naar het seizoen 2018-2019 werd hij lid van de technische staf bij Patro Eisden Maasmechelen.

## Statistieken
| seizoen | club             | land      | competitie     | wed. | goals |
| ------- | ---------------- | --------- | -------------- | ---- | ----- |
| 1999/00 | Cercle Brugge    | België    | Tweede Klasse  | 0    | 0     |
| 2000/01 | Cercle Brugge    | België    | Tweede Klasse  | 32   | 0     |
| 2001/02 | Cercle Brugge    | België    | Tweede Klasse  | 33   | 0     |
| 2002/03 | FCN Sint-Niklaas | België    | Derde Klasse   | 0    | 0     |
| 2003/04 | KMSK Deinze      | België    | Tweede Klasse  | 34   | 0     |
| 2004/05 | KMSK Deinze      | België    | Tweede Klasse  | 22   | 0     |
| 2005/06 | Zulte Waregem    | België    | Eerste Klasse  | 10   | 0     |
| 2006/07 | Willem II        | Nederland | Eredivisie     | 23   | 0     |
| 2007/08 | Willem II        | Nederland | Eredivisie     | 0    | 0     |
| 2008/09 | KVSK United      | België    | Tweede Klasse  | 30   | 0     |
| 2009/10 | KVSK United      | België    | Tweede Klasse  | 34   | 0     |
| 2010/11 | Lommel United    | België    | Tweede Klasse  | 34   | 0     |
| 2011/12 | Helmond Sport    | Nederland | Eerste divisie | 34   | 0     |
| 2012/13 | Antwerp FC       | België    | Tweede klasse  | 34   | 0     |
| 2013/14 | Antwerp FC       | België    | Tweede klasse  | 16   | 0     |
| 2013/14 | Berchem Sport    | België    | Derde klasse   | 12   | 0     |
| 2014/15 | Sporting Hasselt | België    | Derde klasse   | ?    | 0     |
| 2015/16 | Sporting Hasselt | België    | Derde klasse   | ?    | 0     |
|         |                  |           | Totaal         | 314  | 0     |